# أندريا بادولا
أندريا بادولا هو لاعب كرة قدم سويسري في مركز الوسط، ولد في 4 أبريل 1996 في Mendrisio ‏ في سويسرا.

## وصلات خارجية
- أندريا بادولا على موقع قاعدة بيانات كرة القدم.إي يو (الإنجليزية)
- أندريا بادولا على موقع Soccerway.com (الإنجليزية)
- أندريا بادولا على موقع عالم كرة القدم.نت (الإنجليزية)